# Аполлон-18 (космический корабль)
«Аполлон-18» — нереализованный полёт на Луну американского пилотируемого космического корабля серии «Аполлон». По первоначальному и затем дополнительному графикам программы «Аполлон» был предусмотрен в числе нереализованных трёх лунных полётов, планировался (до отмены в сентябре 1970 года) на июль 1973 года, имел в значительной мере изготовленные экземпляры ракеты-носителя Сатурн-5 и корабля, выбранное место посадки в кратере Коперник, предварительно назначенный экипаж (высаживающиеся Ричард Гордон и Джо Энгл и остающийся на окололунной орбите Вэнс Бранд). Первоначально назначенный в экипаж учёный-астронавт Харрисон Шмитт после сокращения лунной программы был переведён в состав экипажа «Аполлон-17» вместо Джо Энгла.

## Экипаж
- Ричард Гордон — командир корабля
- Джо Энгл
- Вэнс Бранд

## Резервный экипаж
- Командир — Джозеф Персивал Аллен
- Пилот командного модуля — Карл Гордон Хенайз
- Пилот лунного модуля — Роберт Аллан Паркер

## Фото экипажа

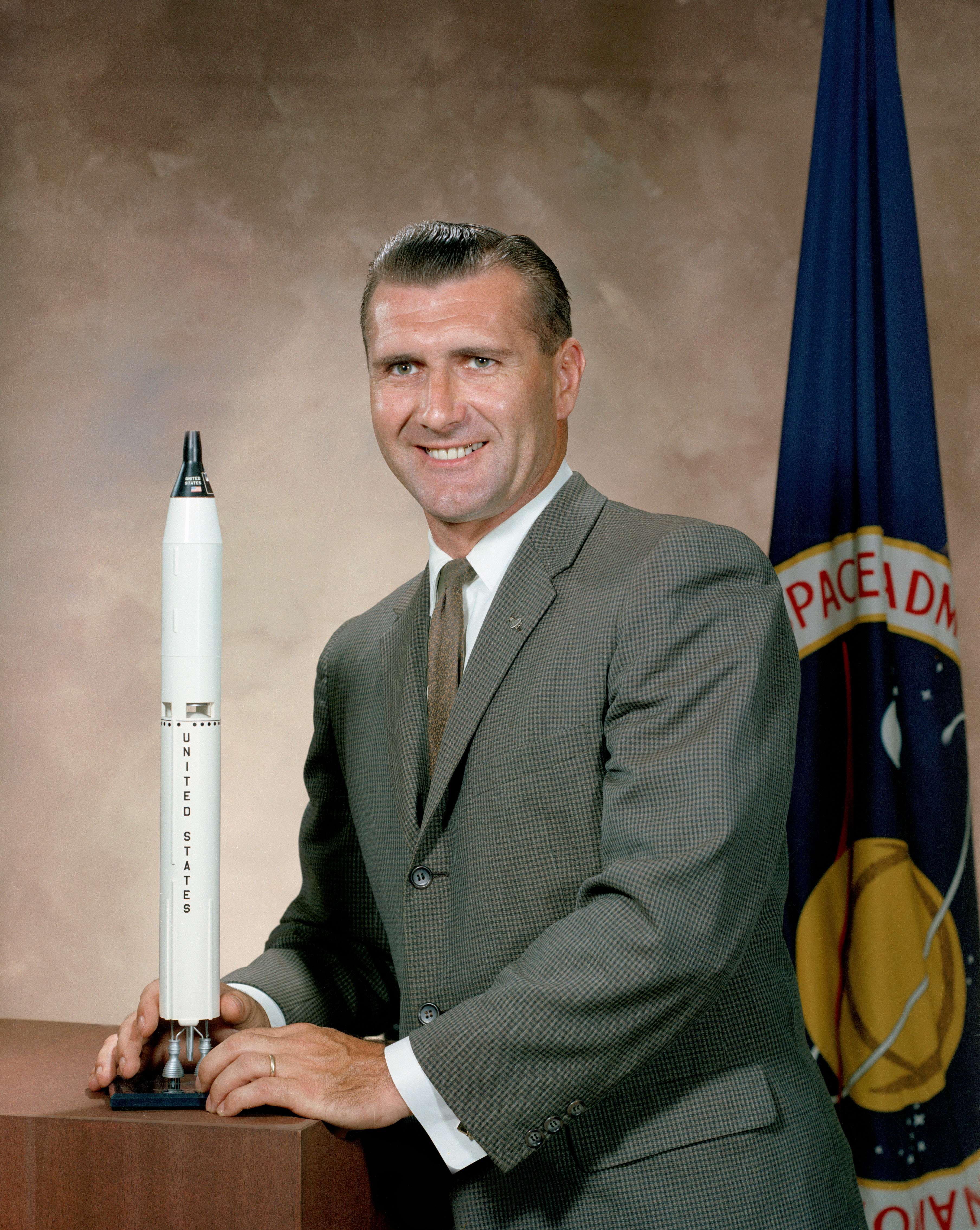
Ричард Гордон
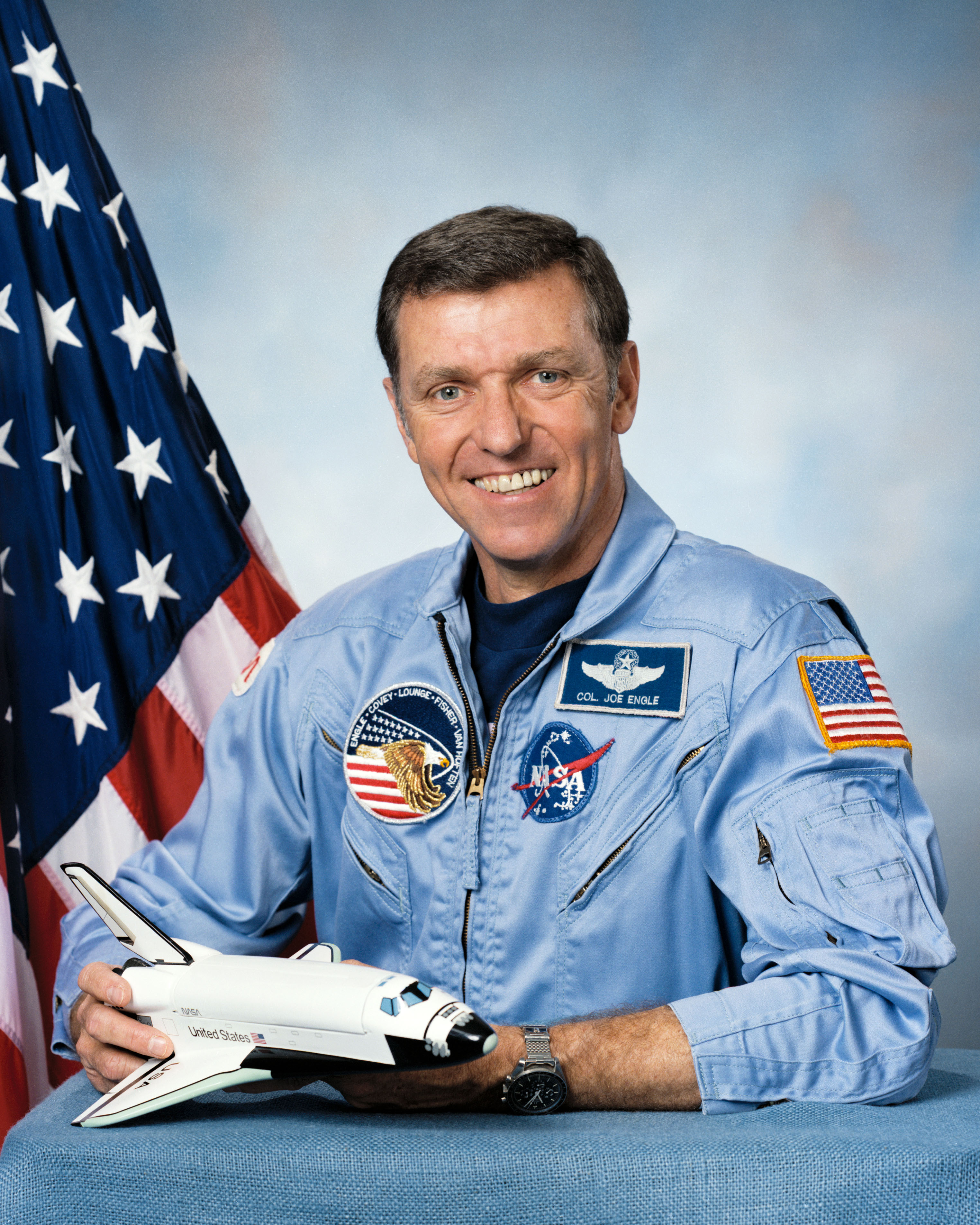
Джо Энгл
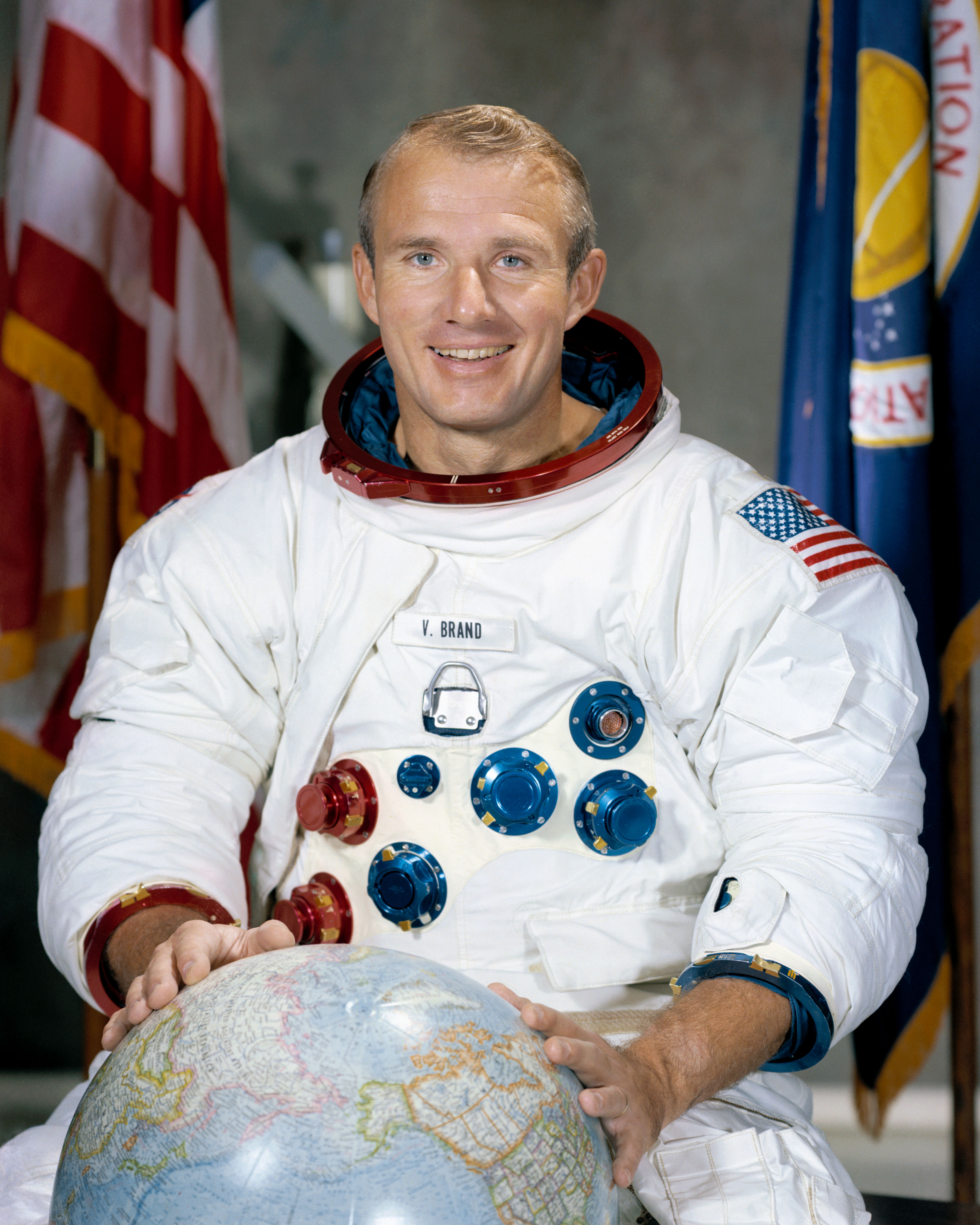
Вэнс Бранд

## Предыстория
Вскоре после успешного прилунения Аполлона-11 НАСА объявляло 29 июля 1969 года программу полётов на Луну. Изначально полёт Аполлона-18 был предусмотрен на февраль 1972 и должен был прилуняться поблизости от кратера Тихо. Этот регион Луны был по-научному привлекателен, но трудно достижим, так как он находится очень далеко от экватора Луны (43° южной широты). Поэтому при новом планировании в октябре 1969 года старт был перенесён на 1973 год, а эта посадочная площадка была передана самой поздней запланированной миссии — Аполлон-20. Кратер Коперник выбирался для Аполлона-18 как запасная посадочная площадка, но стал целевой.

## Отмена старта
В январе 1970 года было объявлено об отмене полёта «Аполлон-20». 26 марта 1970 года был объявлен состав «Аполлон-15». Как правило, дублёры стартовали через 3 полёта, и Ричард Гордон, Харрисон «Джек» Шмитт и Вэнс Бранд стали надеяться на назначение в полёт на «Аполлоне-18». 2 сентября 1970 года, между полётами «Аполлона-13» и «Аполлона-14», на пресс-конференции НАСА объявило, что ещё два старта на Луну отменяются — «Аполлон-18» и «Аполлон-19». После этого «Аполлон-17» стал последним стартом на Луну в рамках программы «Аполлон». Научное сообщество вынудило НАСА включить в состав последнего экипажа астронавта-учёного. Выбор пал на Шмитта, опытного профессионального геолога, который был выведен из состава экипажа «Аполлон-18» и заменил Энгла на борту «Аполлона-17».

## Судьба экипажа
- Ричард Гордон — ранее совершил полёт в экипажах «Джемини-11» в 1966 году и «Аполлон-12» в 1969 году, больше не летал в космос.
- Джо Энгл — совершил космические полёты на «Шаттлах» по программам STS-2 в 1981 году и STS-51I в 1985.
- Вэнс Бранд — совершил полёт в 1975 году на корабле «Аполлон» в рамках проекта Союз — Аполлон в качестве пилота командного модуля, позже был командиром трёх миссий «Шаттлов»: STS-5 в 1982 году, STS-41B в 1984 году и STS-35 в 1990 году.